# Западный центр судостроения
ОАО «Западный центр судостроения» — дочерний субхолдинг ОАО «Объединённая судостроительная корпорация» — создан указом Президента РФ № 394 от 21.03.2007 г. В состав Западного центра судостроения (ОАО «ЗЦС») входят крупнейшие предприятия судостроительной отрасли Запада, Северо-Запада и Центральной России. Офис ОАО «ЗЦС» расположен в Санкт-Петербурге.
Ликвидирован в 2017 году.
В собственности ОАО «ЗЦС» находились:
- ОАО «Адмиралтейские верфи» /Санкт-Петербург/ (100 % минус одна акция);
- ОАО «Средне-Невский судостроительный завод» /Санкт-Петербург/ (51,6 %);
- ОАО «33 судоремонтный завод» /Калининградская область/ (100 % минус одна акция);
- ОАО «Светловское предприятие «ЭРА» /Калининградская область/ (100 % минус одна акция);
- ОАО «Прибалтийский судостроительный завод „Янтарь“» /Калининград/ (51 % акций);
- ОАО "Завод «Красное Сормово» /Нижний Новгород/ (33,53 %);
- ОАО "Судостроительный завод «Северная верфь» /Санкт-Петербург/ (20,96 %).
- ОАО «Пролетарский завод» /Санкт-Петербург/ (59 % акций).

Основные задачи ОАО «ЗЦС»: привлечение заказов на предприятия, входящие в субхолдинг; решение вопросов кооперации и технического переоснащения судостроительных заводов; управление верфями посредством участия в советах директоров и собраниях акционеров. Для повышения конкурентоспособности и качества продукции судостроительных предприятий, интегрированных в ОАО «ЗЦС», планируется проведение единой научно-технической, технологической, инвестиционной политики, создание управленческого учета и бюджетирования, а также решение кадровых проблем предприятий, включая повышение качества подготовки и переподготовки специалистов всех уровней.